# Аваков Олександр Арсенович
Олександр Арсенович Аваков (11 вересня 1988) — український підприємець, син Міністра внутрішніх справ Арсена Авакова. Найбільше відомий у зв'язку зі «справою про рюкзаки Авакова».

## Життєпис
Народився 11 вересня 1988 року, закінчив Харківський національний університет імені Каразіна за спеціальністю «фінанси». 
Наразі займається бізнесом. За даними OpenDataBot, Аваков-молодший входить до числа власників семи компаній: ПП «Карст-8», ТОВ «Телекомпанія АТН», ТОВ «Трастова компанія Авакова», ТОВ «Фонд сприяння розвитку засобів масової інформації», ДП «Інвестор Еліт Сервіс», ТОВ «Видавничий дім „Інвестор“» та ПрАТ «Інвестор».
У серпні 2014 Олександр Аваков пішов добровольцем у батальйон спецпризначення МВС «Київ-1». Займався поставками всього необхідного для солдатів і супроводом артистів для виступів перед бійцями. 17 лютого 2015 року звільнений у запас.

## Справа про рюкзаки
31 жовтня 2017 року Олександра Авакова було затримано за підозрою у розтраті коштів під час закупівлі тактичних рюкзаків для Нацгвардії. Наступного ж дня Солом'янський районний суд міста Києва відпустив Олександра Авакова під особисте зобов'язання та зобов'язав одягнути електронний браслет.
Йому загрожує від 7 до 12 років із конфіскацією майна за ч. 5 ст. 191 Кримінального кодексу України («Привласнення, розтрата майна або заволодіння ним шляхом зловживання службовим становищем»).

## Скандали

### Гра в підпільному казино
У мережі з'явилося відео, на якому людина, схожа на Олександа Авакова грає в покер на гроші. На початку відео головний герой віддає борг у 20 тисяч гривень, а за невеликий проміжок часу робить чотири ставки по 10 тисяч гривень. Також він виходив з ігрової кімнати зі словами: «Пішов планчика курнути».
Невдовзі журналіст Роман Бочкала повідомив про місце розташування підпільного казино у Харкові — вулиця Дерев'янка, 44. Однак зауважив, що поліція навряд закриє протизаконний заклад.

### Погроза журналістці
У березні 2016 року журналістка програми «Інсайдер» каналу ICTV Христина Суворіна заявила, що їй погрожував Олександр Аваков, в якого вона намагалася взяти інтерв'ю під час конкурсу краси. За словами журналістки, він загрозливо обійняв її, і проводжаючи до виходу став на вухо говорити, «що з нею буде, якщо відео потрапить в ефір».
У результаті відео вийшло в ефір, а Ольга Червакова, перший заступник голови парламентського Комітету з питань свободи слова та інформаційної політики, написала у Facebook «відкрите депутатське звернення» до генерального прокурора Віктора Шокіна та міністра внутрішніх справ Арсена Авакова з проханням порушити кримінальне провадження, оскільки, за її словами, у діях Олександра Авакова, описаних журналісткою, містяться ознаки кримінального правопорушення, передбаченого статтею 171 Кримінального кодексу України «Перешкоджання законній професійній діяльності журналістів».

## Статки
30 травня 2014 року Олександр Аваков придбав квартиру в елітному житловому комплексі «Альпійський» у Києві по вул. Протасів яр, 8 (на схилах Батиєвої гори неподалік від лижного спуску). Шестикімнатна квартира загальною площею 375 м² імовірно коштувала понад 1 млн доларів США. Квартиру Авакову молодшому продав Іван Куровський, колишній народний депутат фракції Партії регіонів, власник компанії «Житлобуд», яка будувала житловий комплекс.